# Atlanta Hawks 1987-1988
La stagione 1987-88 degli Atlanta Hawks fu la 39ª nella NBA per la franchigia.
Gli Atlanta Hawks arrivarono secondi nella Central Division della Eastern Conference con un record di 50-32. Nei play-off vinsero il primo turno con i Milwaukee Bucks (3-2), perdendo poi la semifinale di conference con i Boston Celtics (4-3).

## Roster
| N° | Naz.                   | Ruolo | Sportivo          | Anno | Alt. | Peso |
| -- | ---------------------- | ----- | ----------------- | ---- | ---- | ---- |
| 1  | Stati Uniti (bandiera) | G     | Ennis Whatley     | 1962 | 191  | 80   |
| 1  | Stati Uniti (bandiera) | G     | Leon Wood         | 1962 | 191  | 84   |
| 4  | Stati Uniti (bandiera) | G     | Spud Webb         | 1963 | 168  | 60   |
| 10 | Stati Uniti (bandiera) | GA    | Randy Wittman     | 1959 | 198  | 95   |
| 12 | Stati Uniti (bandiera) | G     | John Battle       | 1962 | 188  | 79   |
| 21 | Stati Uniti (bandiera) | GA    | Dominique Wilkins | 1960 | 201  | 91   |
| 25 | Stati Uniti (bandiera) | G     | Doc Rivers        | 1961 | 193  | 84   |
| 30 | Stati Uniti (bandiera) | C     | Tree Rollins      | 1955 | 216  | 107  |
| 32 | Stati Uniti (bandiera) | C     | Jon Koncak        | 1963 | 213  | 113  |
| 33 | Stati Uniti (bandiera) | AC    | Antoine Carr      | 1961 | 206  | 102  |
| 40 | Stati Uniti (bandiera) | GA    | Mike McGee        | 1959 | 196  | 86   |
| 42 | Stati Uniti (bandiera) | AC    | Kevin Willis      | 1962 | 213  | 100  |
| 44 | Stati Uniti (bandiera) | A     | Scott Hastings    | 1960 | 208  | 107  |
| 50 | Stati Uniti (bandiera) | C     | Chris Washburn    | 1965 | 211  | 102  |
| 53 | Stati Uniti (bandiera) | A     | Cliff Levingston  | 1961 | 203  | 95   |

## Staff tecnico
- Allenatore: Mike Fratello
- Vice-allenatori: Don Chaney, Brian Hill, Brendan Suhr